# Thao Vu
Thao Vu (* 21. April 1987 in Hanoi) ist eine deutsche Schauspielerin und Synchronsprecherin vietnamesischer Abstammung.

## Leben
Thao Vu wuchs in ihrer Geburtsstadt Hanoi in Vietnam auf. Im Alter von 16 Jahren kam sie allein nach Deutschland, um hier Deutsch zu lernen und ihr Abitur zu machen. Sie studierte Sprachen und Kulturen Südostasiens, erst an der Universität Hamburg und später an der Humboldt-Universität Berlin. Parallel dazu nahm sie Schauspielunterricht in Berlin und arbeitete als Fotomodel. Mit ihrer Rolle als Phuong Mai in Wir wollten aufs Meer gab sie 2012 ihr Kinodebüt.

## Filmografie
- 2012: Wir wollten aufs Meer
- 2012: Comeback to go! (Kurzfilm)
- 2015: Als wir träumten
- 2016: Tod auf Raten[1]
- 2017: Tatort: Borowski und das Fest des Nordens
- 2019: SOKO Potsdam – Robin Hoods
- 2022: Die Pfefferkörner

## Synchron
- 2012: Navy CIS: L.A. (NCIS: Los Angeles, Fernsehserie, Folge 3x18) ... VyVy Nguyen als Qui